# Atlantis (serie di videogiochi)
Atlantis è una serie di videogiochi di avventura grafica a tema fantascientifico e fantasy, sviluppati dalla Cryo Interactive, ora non più esistente, e dalla The Adventure Company, e messi in commercio dalla DreamCatcher Interactive. La serie comprende 5 prodotti, di cui il primo del 1997 (Atlantis: The Lost Tales) e l'ultimo del 2007 (The Secrets of Atlantis: The Sacred Legacy).
Tutte le trame dei videogiochi della serie hanno a che fare con l'isola Atlantide (da qui il titolo Atlantis).

## Titoli
- 1997: Atlantis: The Lost Tales
- 1999: Atlantis II
- 2001: Atlantis III: The New World
- 2004: Atlantis Evolution
- 2007: The Secrets of Atlantis: The Sacred Legacy